# Morte e funeral de Humberto Castelo Branco
A morte de Humberto de Alencar Castelo Branco, 26.º presidente da República (1964–1967), ex-chefe do Estado-Maior do Exército e ex-comandante da Escola de Comando e Estado-Maior do Exército, ocorreu na terça-feira, 18 de julho de 1967, após o avião em que estava, um Piper Aztec, prefixo PP-ETT, colidir com um jato Lockheed T-33, pilotado por Alfredo Malan d’Agrogne, um piloto da Força Aérea Brasileira.
O acidente ocorreu em Fortaleza, Ceará, nos arredores da Base Aérea de Fortaleza. Castelo Branco estava retornando de Quixadá, onde havia visitado a escritora e amiga Rachel de Queiroz em sua fazenda.
O presidente Costa e Silva, sucessor de Castelo Branco e empossado naquele mesmo ano, foi informado do acidente pelo ministro Rondon Pacheco às 14h45, decretando oito dias de luto oficial.
Seu corpo foi sepultado no Cemitério São João Batista, no Rio de Janeiro, ao lado de sua esposa, falecida em 1963. Posteriormente, os restos mortais de Castelo Branco e de sua esposa foram trasladados para o Mausoléu Castelo Branco, cuja construção foi concluída em 1972, sendo recebidos com honras militares ao chegarem em Fortaleza.

## Antecedentes

Castelo Branco em 1964

O marechal Humberto de Alencar Castelo Branco foi empossado como 26.º presidente do Brasil em 15 de abril de 1964, após ser eleito indiretamente por um colégio eleitoral, marcando o início do regime militar no país.
Foi durante seu governo que foram promulgados diversos Atos Institucionais, entre eles o Ato Institucional nº 2, que aboliu o pluripartidarismo no país, instituindo um sistema bipartidário com a criação da Aliança Renovadora Nacional (ARENA), partido governista, e do Movimento Democrático Brasileiro (MDB), partido de oposição. O mesmo ato também concedeu ao presidente da República poderes para cassar mandatos parlamentares.
Ainda durante sua presidência, o Ato Institucional nº 3 tornou indireta a eleição para governadores dos estados e retirou a autonomia das capitais, concentrando ainda mais o poder nas mãos do governo central.
No final de seu governo, cujo mandato havia sido prorrogado, com as eleições presidenciais diretas previstas para 3 de outubro de 1965 suspensas, havia grande pressão em torno da escolha de seu sucessor. O Exército estava dividido entre dois principais grupos: os militares do chamado “grupo da Sorbonne”, que defendiam a linha mais moderada de Castelo Branco, e os da chamada “linha-dura”, influenciados pela doutrina da Escola de Guerra de Fort Leavenworth, nos Estados Unidos. Após intensas pressões, Castelo Branco foi sucedido pelo general da linha-dura Artur da Costa e Silva, eleito pelo Congresso Nacional através de um colégio eleitoral em 3 de outubro de 1966.

## Morte
No dia 17 de julho de 1967, Castelo Branco foi à Quixadá, interior do Estado do Ceará, seu estado natal para visitar sua amiga a escritora Rachel de Queiroz na Fazenda Não me Deixes. No dia seguinte por volta das 9h, ele embarcou em um Piper Aztec de prefixo PP-ETT rumo à Base Aérea de Fortaleza onde seria feito o pouso.

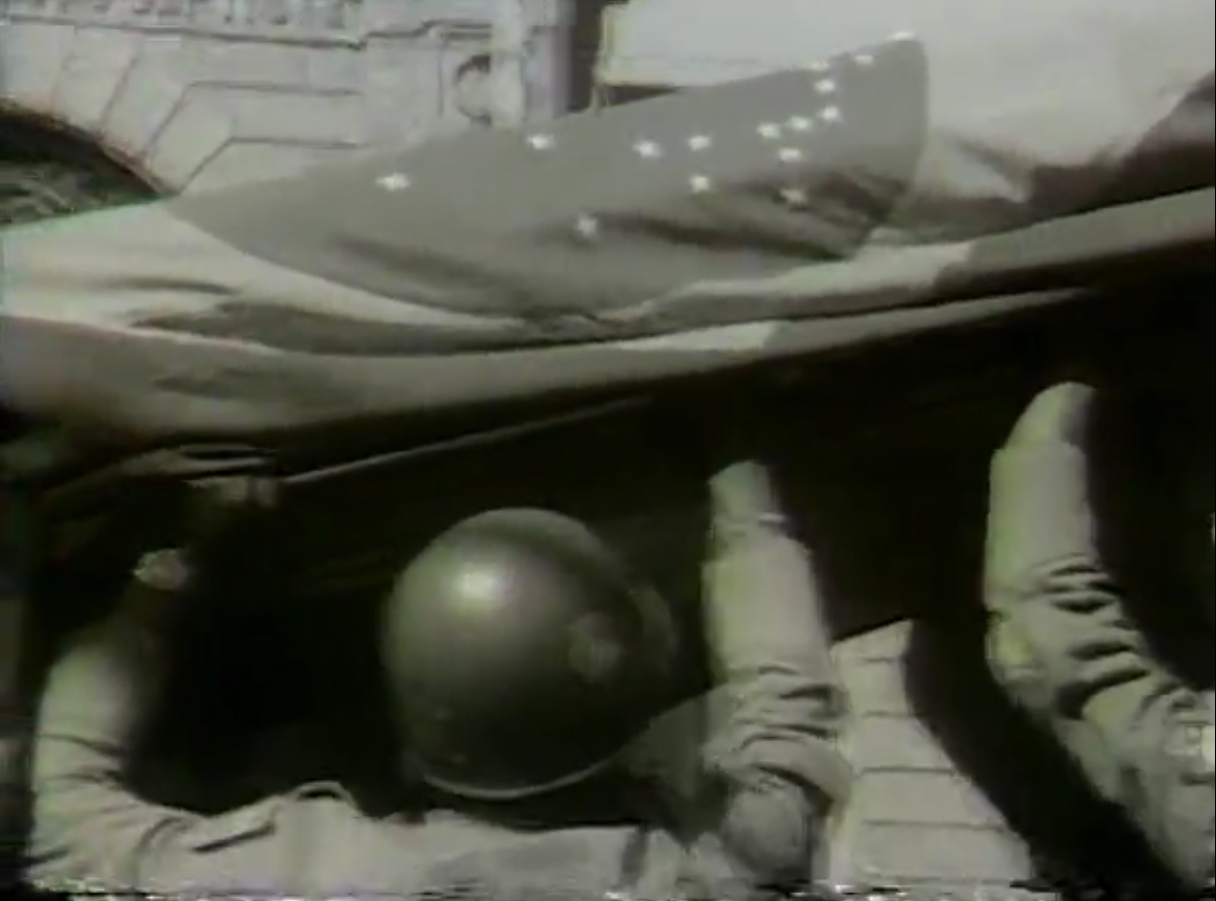
Caixão com o corpo do ex-presidente sendo levado por membros do exército

Antes de pousar em Fortaleza, o avião colidiu com um jato Lockheed T-33 da Força Aérea Brasileira, em um choque que arrancou parte da cauda da aeronave e a ponta da asa esquerda, fazendo com que ela despencasse do céu em parafuso. Do momento do impacto até a colisão com o solo, decorreram cerca de 90 segundos.
Testemunhas relataram que o ex-presidente foi retirado com vida dos destroços, mas não resistiu aos ferimentos, embora não existam documentos oficiais que corroborem essa versão. O corpo foi transportado em um jipe no qual estavam o então governador Plácido Castelo, o comandante da 10ª Região Militar, general Dilermando Monteiro, e o vice-governador do Ceará, Humberto Ellery.

## Velório e sepultamento

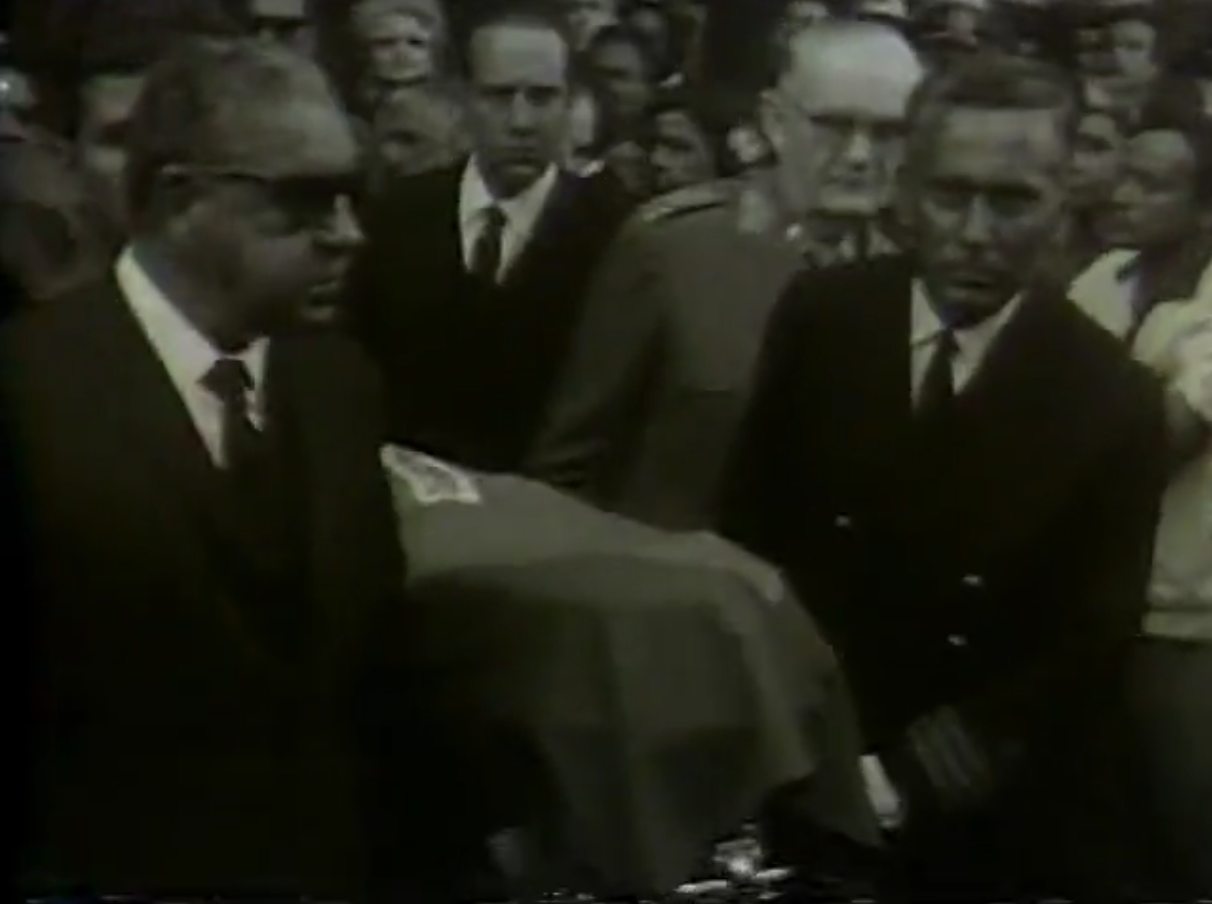
O então presidente Costa e Silva (à esquerda) e o futuro presidente Ernesto Geisel (atrás do primeiro homem à direita) carregam o caixão do ex-presidente Castelo Branco

O ex-presidente da República recebeu homenagens reservadas a chefes de Estado e teve seu corpo transladado de Fortaleza para o Rio de Janeiro. Costa e Silva e seu ministério estiveram presentes no Aeroporto Santos Dumont, de onde seguiram o caixão do ex-presidente até o Clube Militar, onde ficou exposto para visitação pública. Após o velório, o ataúde foi transportado em um carro blindado, escoltado pelo Batalhão da Guarda Presidencial, e conduzido ao Cemitério São João Batista. No local do sepultamento, o corpo foi acompanhado pelo presidente Costa e Silva, pelo filho do ex-presidente, comandante Paulo Castelo Branco, e por outras autoridades presentes.
Após a inauguração do Mausoléu Castelo Branco, em Fortaleza, Ceará, os restos mortais do ex-presidente e de sua esposa foram transladados para o local, com articulação de seu filho, Paulo Castelo Branco. Em julho de 1972, cinco anos após sua morte, os restos mortais foram oficialmente entregues à gestão estadual. A câmara funerária, situada no monumento, abrigava uma exposição de documentos e objetos pessoais de Castelo Branco.